# Coll Castellar
El coll Castellar és un pas dels municipis d'Arbúcies i Sant Feliu de Buixalleu, a la comarca catalana de la Selva.